# Campionato mondiale femminile di pallavolo 1967
Il campionato mondiale femminile di pallavolo 1967 si è svolto dal 25 al 27 gennaio 1967 a Tokyo, in Giappone: al torneo hanno partecipato quattro solo quattro squadre nazionali e la vittoria finale è andata per la seconda volta consecutiva al Giappone.
A causa delle tensioni dovute alla Guerra Fredda tutte le nazionali dei paesi del blocco orientale più la Cina, rinunciarono a parteciparvi.

## Squadre partecipanti
- Corea del Sud
- Giappone
- Perù
- Stati Uniti

## Classifica finale
| Classifica | Squadre       | Qualificazione             |
| ---------- | ------------- | -------------------------- |
|            | Giappone      |                            |
|            | Stati Uniti   | Giochi della XIX Olimpiade |
|            | Corea del Sud | Giochi della XIX Olimpiade |
| 4          | Perù          | Giochi della XIX Olimpiade |